# 津村書店
津村書店（つむらしょてん）は、気象資料を専門的に扱う日本の書店。
創業者は元気象台職員の津村義幸。

## 概要
第二次世界大戦後レッドパージで職を失い、いくつかの職業を転々とした後、配達専門の本屋を始めた津村義幸が気象庁に何度か本を配達しているうちに知人の気象台職員から「庁舎内に書店を構えたらどうか」と提案され、中央気象台の敷地で本を売り始めたのが直接の始まりとされる。
開業当初は気象関係の本自体が殆ど無く、一般書籍のみを取り扱っており、現在のような気象専門書店ではなかった。庁舎内に店舗を構えてからも暫くの間は一般書籍のみを取り扱う営業が続いていたが、1970年代から気象資料の専門店になり、地震・台風等の災害関係資料から地球資源・地質学・天文学等の学問関係、気象予報士国家試験対策資料などの他、関連グッズもを幅広く取り扱っている。特に気象予報士の試験が始まると多くの現役・志望者が集まることから「気象予報士の聖地」とも呼ばれるようになった。ただし、専門店化後に一般書籍を取扱わなくなったわけではなく、気象庁職員の娯楽のために『週刊少年ジャンプ』や『週刊少年サンデー』といった一般紙も継続して取扱っていた。
令和2年12月までは東京都千代田区大手町に所在した気象庁旧庁舎1階の奥に店舗を構え、入店するには気象庁の受付で入館手続きが必要だった。このような経緯があるため個人書店であるが、気象庁生活協同組合の形態を採っている。中央省庁の建物の中に企業が入居している事例はよくあるが、個人店が入居していた事例は珍しい。
気象庁の現役・退職者の交流の場としても機能しており、関係者の間ではサロンのような扱いを受けていた。
2010年頃からインターネット書店に客を奪われたことに加えて令和2年11月に気象庁が東京都港区虎ノ門に移転したことに伴い、2020年12月28日を以って実店舗としての営業を終え、現在は開業当初と同じ無店舗の形態でインターネット書店として営業している。